# 福岡県道223号田ノ浦港線
福岡県道223号田ノ浦港線（ふくおかけんどう223ごう たのうらこうせん）は、福岡県北九州市門司区を通る一般県道である。

## 概要
北九州市門司区長谷1丁目と田野浦を結ぶ。
地名は「田野浦」であるが、県道名称は「田ノ浦」となっている。北九州市建設局の所管である。
本県道は、門司港の山の手地区の閑静な住宅街を貫く道路であり、地元町内会との申し合わせにより、大型貨物車は通行しないようになっている。ただし、これは、公安委員会の正式の交通規制ではない。

### 路線データ
- 起点：福岡県北九州市門司区長谷1丁目（長谷口交差点、福岡県道25号門司行橋線交点）
- 終点：福岡県北九州市門司区田野浦1丁目（福岡県道72号黒川白野江東本町線交点）

## 地理

### 通過する自治体
- 北九州市（門司区）

### 交差する道路
| 交差する道路                   | 交差する場所 | 交差する場所        |
| ------------------------------ | ------------ | ------------------- |
| 福岡県道25号門司行橋線         | 長谷1丁目    | 長谷口交差点 / 起点 |
| 福岡県道260号大積清見線        | 清見4丁目    |                     |
| 福岡県道72号黒川白野江東本町線 | 田野浦1丁目  | 終点                |

### 交差する鉄道
- 山陽新幹線

### 沿線
- 福岡県立門司高等学校
- 北九州市立早鞆中学校
- 北九州市立田野浦小学校
- 鹿児島本線 門司港駅
- 北九州港